# Монастир Хонно

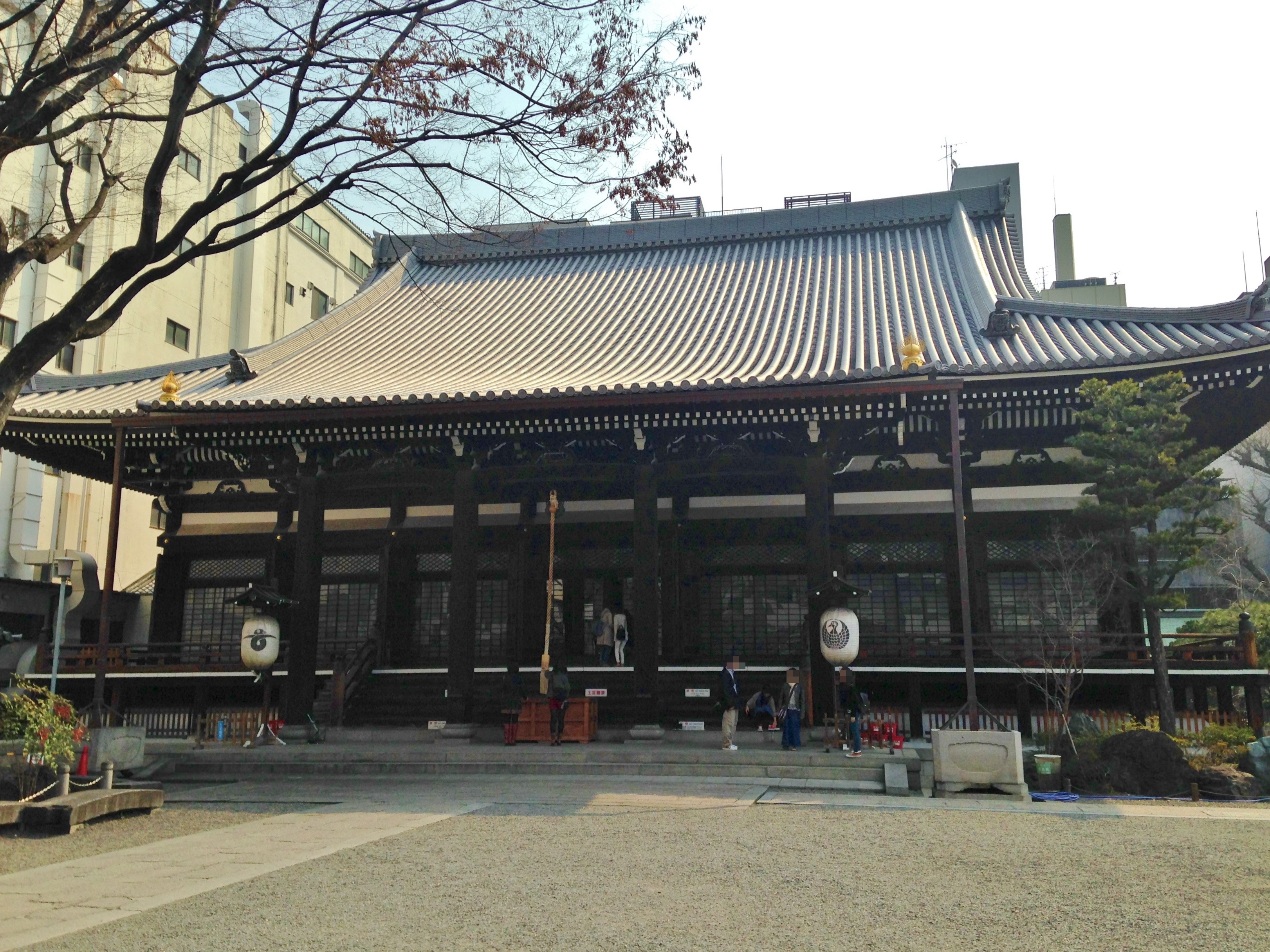
Головний храм монастиря.

Монасти́р Хонно́　(【本能寺】 ほんのうじ, Хоннō-джі, «монастир Основних можливостей») — буддистський монастир в Японії, в місті Кіото. Належить гілці Хоммон секти Лотоса (Нічірен-буддизм). Розташовується в кіотському районі Накаґьо, кварталі Терамачі. Один із 21 монастирів лотосівської секти в Кіото. Головна святиня — три буддистські скарби (мандала десяти світів). Заснований 1415 року ченцем Нічірю　як монастир Хонно (【本応寺】) в кварталі Санкен. 1433 року перенесений до кварталу Роккаку-Омія й переменований на сучасну назву. 1536 року, під час смути Тембун, спалений воїнами-ченцями з монастиря Енряку на горі Хієй, що були опонентами лотосівців. 1545 року побудований наново столичними вірянами у кварталі Мото-Хонноджі Мінамі. В 2-й половині XVI століття — один із найбільших релігійних центрів секти у Нижньому Кіото; мав бл. 30 будівель і міцні фортифікації. У 1579-1582 роках використовувався магнатом Одою Нобунаґою як столична резиденція. 1582 року згорів вдруге внаслідок заколоту Акечі Міцухіде проти Нобунаґи. У 1589—1592 роках перенесений до кварталу Терамачі. 1788 року згорів втретє під час Великої кіотської пожежі. Відбудований 1840 року, але згорів знову в результаті інциденту біля імператорських воріт. Сучасний монастир був відбудований 1928 року. Відтоді має лише головний храм і ворота. На території монастиря розміщено мавзолей на честь князя Нобунаґи.

Емблема монастиря
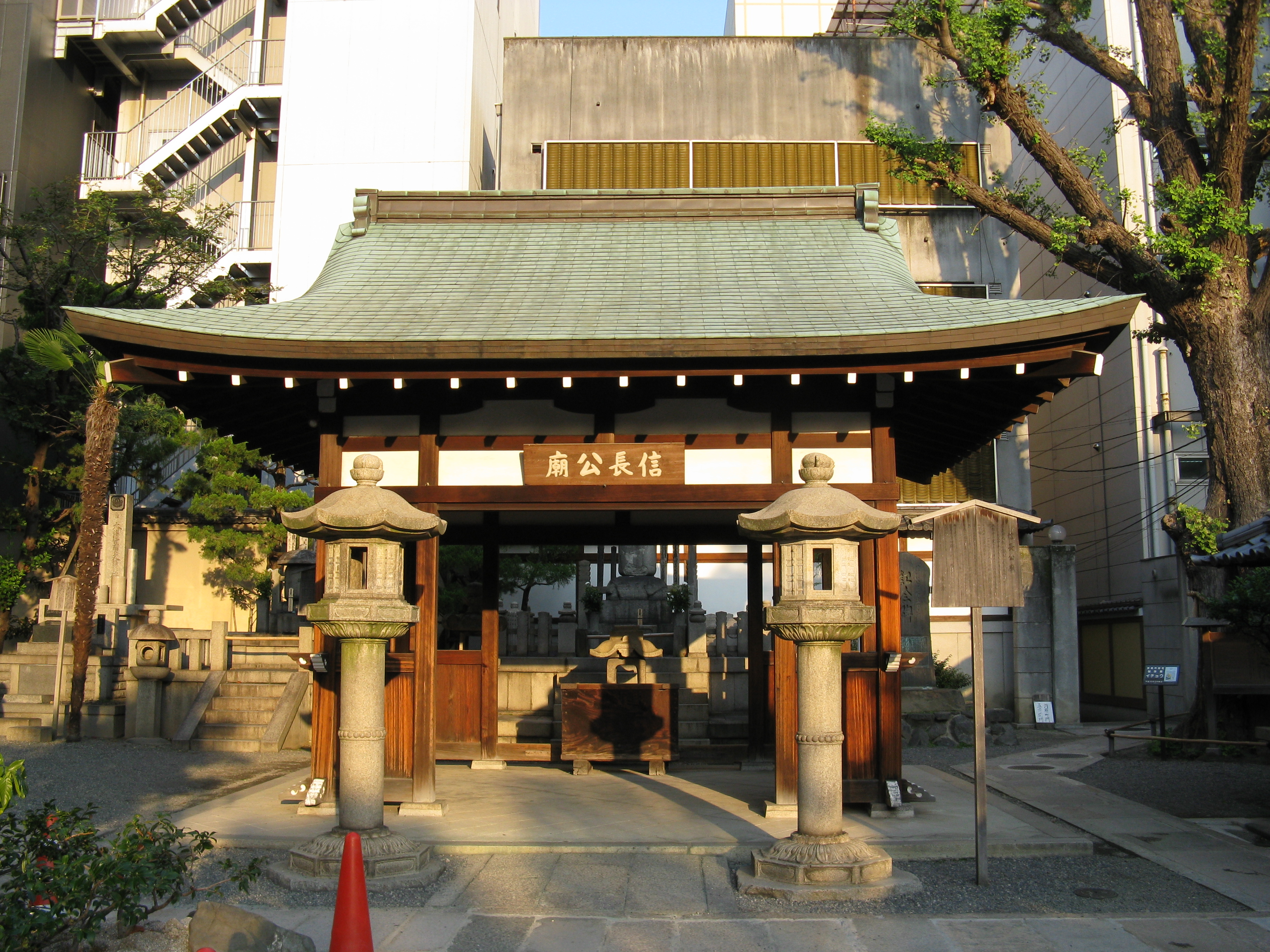
Мавзолей Нобунаґи
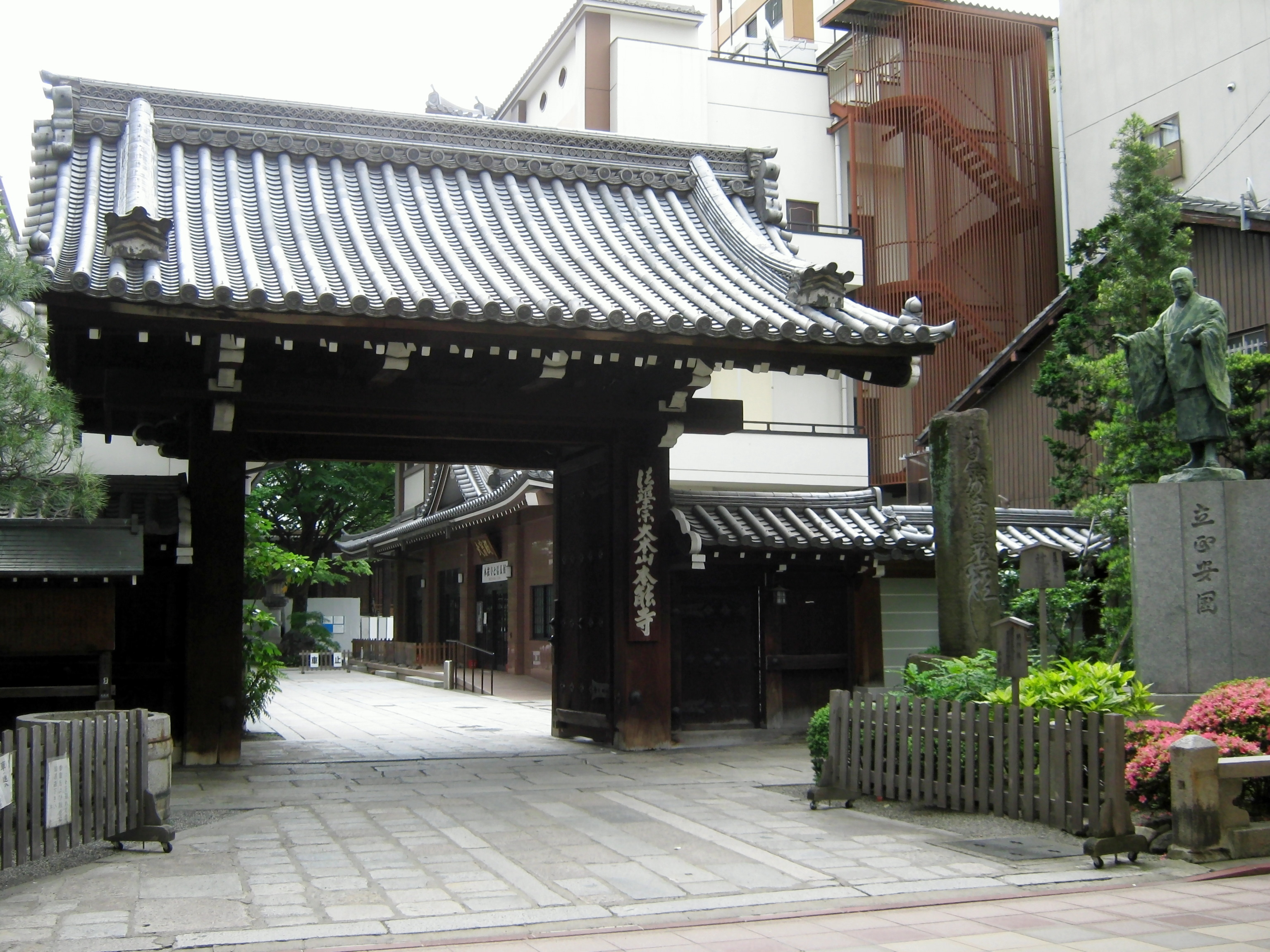
Монастирські ворота
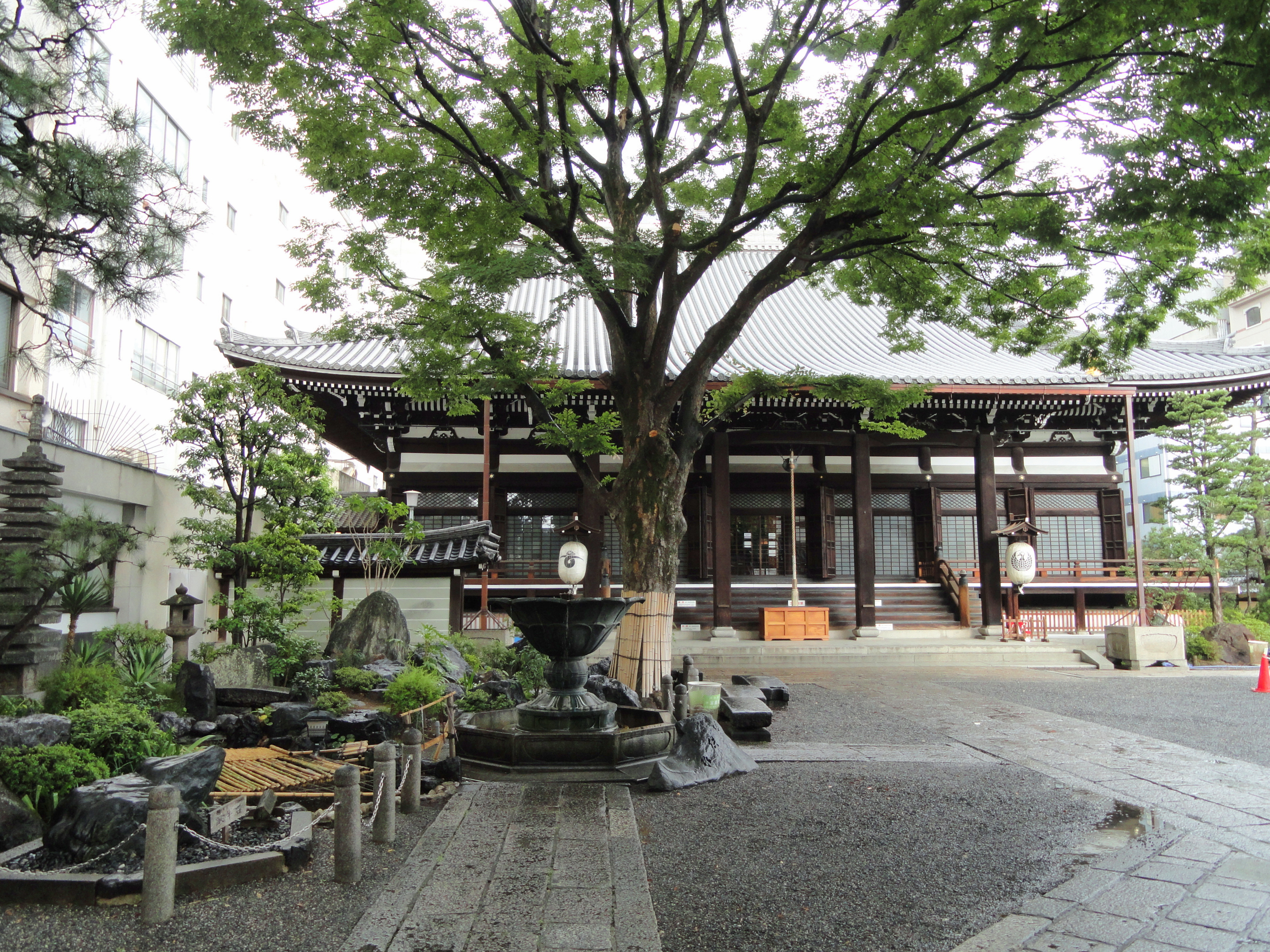
Головний храм
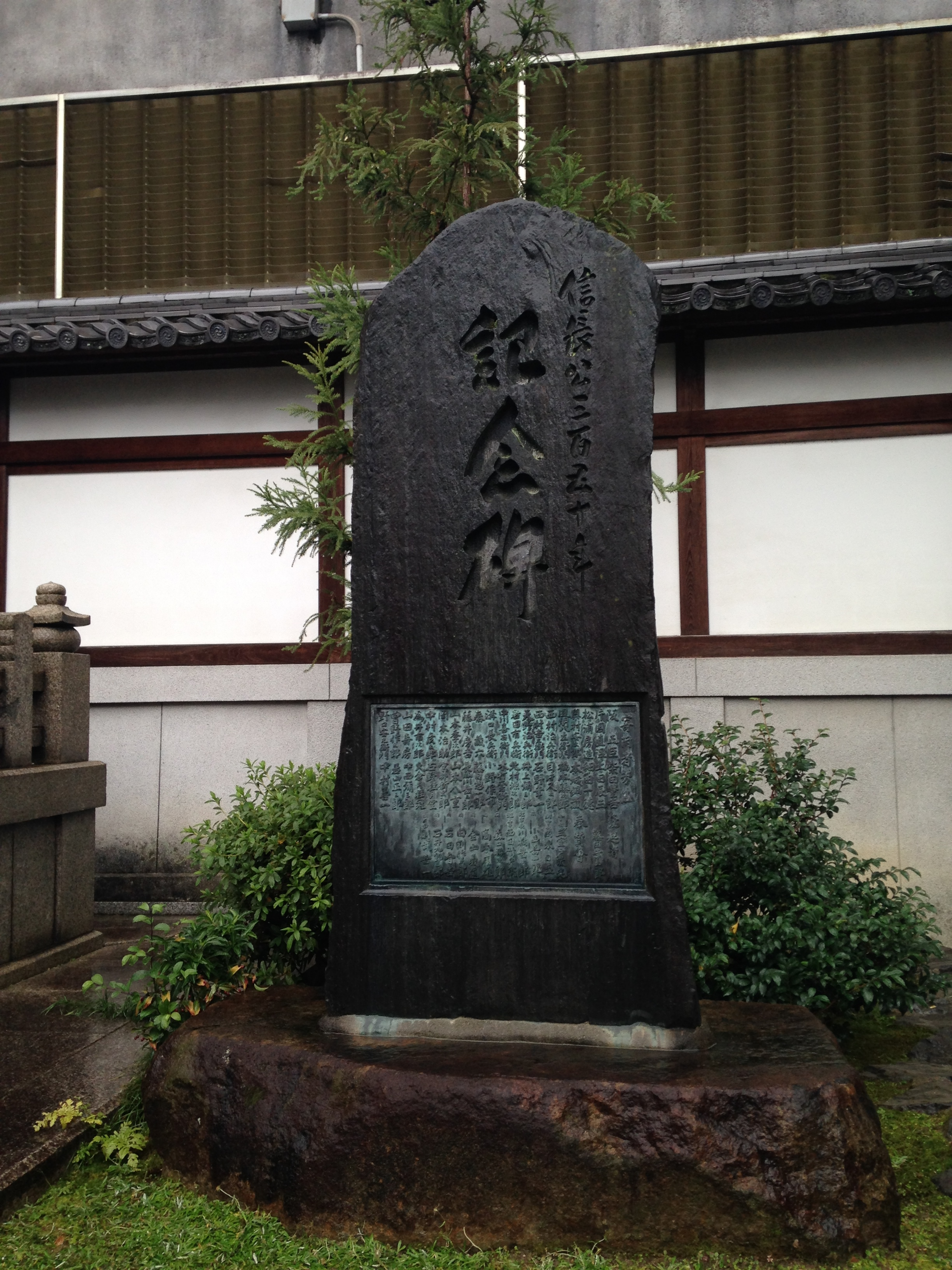
Стела Нобунаґи